# Адам Рісс
Адам Рісс (англ. Adam Riess; нар. 16 грудня 1969 Вашингтон, США) — американський астрофізик, лауреат Нобелівської премії з фізики за 2011 рік за відкриття прискореного розширення Всесвіту за допомогою спостережень над далекими надновими.

## Навчання
Рісс закінчив Массачусетський технологічний інститут в 1992 році, де входив до братерства фі дельта тета. Ступінь доктора філософії він отримав у Гарвардському університеті в 1996 році. Керівником його дисертаційної роботи був Роберт Кіршнер, під чиїм керівництвом Рісс провів спостереження за більш ніж 20 надновими типу Ia і розробив методику корекції отриманих даних із врахуванням космічного пилу й внутрішніх неоднорідностей.

## Робота
Рісс отримав стипендію Міллерів в Університеті Каліфорнії в Берклі, потім, у 1999 році, перейшов у Науковий інститут космічного телескопа. З 2005 року він працює в Університеті Джонса Гопкінса.
Рісс керував роботою Дослідницької групи наднових з високим z, яка першою опублікувала свідчення про те, що розширення Всесвіту прискорюється. Пізніше цей результат підтвердили спостереження в рамках Космологічного проекту наднова. Журнал Science назвав це відкриття проривом 1998 року.
Рісс очолює дослідницьку програму з вивчення наднових з найвищими z. Програма використовує Космічний телескоп Габбл, шукаючи найвіддаленіші від землі наднові. Найбільшим успіхом програми було відкриття ранньої епохи повільнішого розширення, завдяки чому далекі наднові виглядають відностно яскравішими.

## Нагороди та визнання
- 1999: Премія Роберта Трюмплера
- 2001: Премія Бока Гарвардського університету
- 2002: Премія Гелени Ворнер
- 2004: Саклеровська премія[de]
- 2006: Премія Шао з астрономії спільно з Перлмуттером та Шмідтом
- 2008: Стипендія Мак-Артура
- 2008: член Американської академії мистецтв і наук
- 2009: член Національної академії наук США[12].
- 2011: Медаль Альберта Ейнштейна
- 2011: Нобелівська премія з фізики спільно з Перлмуттером та Шмідтом
- 2015: Премія за важливе відкриття у фундаментальній фізиці